# Гороть Євгенія Іванівна
Гороть Євгенія Іванівна (3 вересня 1943, Моквин, УРСР, СРСР — не пізніше 14 квітня 2017, Україна) ― українська педагогиня, викладачка англійської мови, кандидатка філологічних наук (1984), професорка (1996), завідувачка кафедри практики англійської мови Волинського національного університету імені Лесі Українки.

## Біографічні дані
Народилася 3 вересня 1943 року у селі Моквин, Березнівського району, Рівненської області.
- У 1960 р. закінчила Моквинську середню школу.
- У 1966 р. Закінчила Луцький державний педагогічний інститут імені Лесі Українки за фахом «учитель англійської мови середньої школи».
- З 1966 по 1969 рік працювала вчителем англійської мови СШ № 7 м. Луцька.
- З листопада 1969 р. до квітня 2017 року працювала у Східноєвропейському національному університеті імені Лесі Українки.
- З 1978 по 1981 р. навчалася в аспірантурі на кафедрі граматики та історії англійської мови Київського державного інституту іноземних мов.
- У січні 1984 р. захистила кандидатську дисертацію на тему «Порівняльний аналіз фонемної структури морфеми і складу (на матеріалі прикметників сучасної англійської мови)» за спеціальністю 10.02.04 ― германські мови (диплом ФЛ № 006867).
- У 1989 р. одержала вчене звання доцента по кафедрі іноземних мов (атестат № 1086/д).
- Вчене звання професора кафедри практики англійської мови присвоєно рішенням Вченої ради ВДУ 03.12.1996 р. (протокол № 3, атестат ПР АР № 001128)[2].

Членкиня професорської ради та видавничої ради університету, заступниця головного редактора «Наукового вісника Волинського національного університету» (серія «Філологічні науки. Мовознавство»).
Померла не пізніше 14 квітня 2017 року.

### Наукова робота
Коло наукових інтересів — лексикографія, лексикологія, функціональна граматика. Авторка 95 публікацій, з яких 1 монографія, 13 навчальних посібників (з них 11 з грифом МОН України), 10 словників (у співавторстві). Під її керівництвом захищено понад 17 кандидатських дисертацій зі спеціальності — германські мови.
Під її керівництвом укладено й опубліковано (у співавторстві):
- «Англо-український словник» (2006),
- «Українсько-англійський словник» (2009),
- «Великий Англо-український словник» (2011) та
- «Англо-російський словник» (2012).

Завершена робота над:
- «Англо-українським семантико-словотвірним словником» (2014),
- упорядкування «Українсько-англійського словника ділової людини» (2014),
- «Англо-українського тематичного словника» (2015),
- а також «Англо-український словник-довідник для іноземців» (2016),
- «Новий українсько-англійський словник» (2016),
- «Короткий українсько-англійський та англо-український фразеологічний словник» (2016) тощо[2][4].

#### Участь у конференціях
- І―Х Міжнародна наукова конференція «Пріоритети германського і романського мовознавства» (перша половина червня 2007, 2008, 2009, 2010, 2011, 2012, 2013, 2014, 2015, 2016)[4][3].

## Нагороди та вшанування
- Знак «Відмінник освіти України» (28 вересня 1997);
- Знак «Заслужений професор» (2005);
- Пам'ятний годинник Верховної ради України (2007);
- Заохочувальна відзнака «Золотий нагрудний знак Волинського національного університету» (2009)[2][4].

### Вшанування пам'яті
- Кафедра Волинського національного університету імені Лесі Українки щорічно проводить «Наукові читання, присвячені пам'яті професора Євгенії Іванівни Гороть» та інші заходи[5].

## Виноски
1. 1 2  Співчуття з приводу смерті Євгенії Гороть. vnu.edu.ua (укр.). ВНУ ім. Л. Українки. Архів оригіналу за 12 березня 2024. Процитовано 12 березня 2024.
2. 1 2 3 4 5  Євгенія Іванівна Гороть: біобібліогр. покажч. до 70-річчя від дня народження / Східноєвроп. нац. ун-т ім. Лесі Українки, Бібліотека; уклад. І. П. Сидорук. — Луцьк: СНУ ім. Лесі Українки, 2013. − с. 16-17
3. 1 2 3  Гороть Євгенія Іванівна | Волинський національний університет імені Лесі Українки. vnu.edu.ua (укр.). Процитовано 12 березня 2024.
4. 1 2 3 4 5  Гороть Євгенія Іванівна — wiki.vnu.edu.ua. wiki.vnu.edu.ua. Архів оригіналу за 12 березня 2024. Процитовано 12 березня 2024.
5. ↑  Еліна Калениківна Коляда: біобібліогр. покажч. / Волин. нац. ун-т ім. Лесі Українки, Бібліотека ; уклад. Л. П. Дейнека ; автупоряд. Е. К. Коляда. — Електрон. текст. дані. — Луцьк, 2023. — С. 7.